# Ramulus stilpnoides
Ramulus stilpnoides är en insektsart som först beskrevs av Kirby 1888.  Ramulus stilpnoides ingår i släktet Ramulus och familjen Phasmatidae. Inga underarter finns listade i Catalogue of Life.